# تسلخ تلقائي للشريان التاجي
التسلخ التلقائي للشريان التاجي (أو باختصار تسلخ الشريان التاجي) (بالإنجليزية: Spontaneous coronary artery dissection)‏ هو حالة نادرة، ولكنها قاتلة في بعض الأحيان، حيث ينشأ تمزق في أحد الشرايين التاجية، مما يتسبب في تدفق الدم بين طبقات جدار الشريان المصاب وبالتالي يجبر تلك الطبقات على التسلخ واحدة بعد الأخرى. وتشير الدراسات حول المرض الذي وضع معدل وفيات يصل لحوالي 70٪.
يٌعتبر تسلخ الشريان التاجي السبب الرئيسي في النوبة القلبية لدى النساء صغيرات السن وبعض الرجال بدون عوامل خطر واضحة. ويمكن أن تحدث هذه في كثير من الأحيان خلال فترات الحمل المتأخرة، وبعد الولادة وفترة انقطاع الطمث.
غالبًا ما يُشخص التسلخ التلقائي للشريان التاجي في غرفة الفحص التي يجري فيها التصوير الوعائي، على الرغم من وجود اختبارات تأكيدية أخرى أكثر تقدمًا. وفي حين أن خطر الوفاة بسبب المرض منخفض، لكن معدل تكراره مرتفع نسبيًا ما يؤدي إلى مزيد من الأعراض المشابهة لأعراض الأزمة القلبية في المستقبل. وُصف المرض لأول مرة في عام 1931.

## العلامات والأعراض
يتظاهر التسلخ التلقائي للشريان التاجي غالبًا بنوبة قلبية عند النساء الأصحاء في منتصف العمر. تحدث في هذا النمط عادة أعراض الألم الصدري وتسرع القلب وضيق التنفس والتعرق والإجهاد الشديد والغثيان والدوار. قد يتظاهر أيضًا عدد قليل من مرضى تسلخ الشريان التاجي بصدمة قلبية (2 إلى 5% منهم)، عدم انتظام ضربات القلب البطيني (3 إلى 11%)، أو يُشخصون بالحالة بعد الوفاة القلبية المفاجئة. عادةً ما تكون نتائج التسلخ التلقائي للشريان التاجي المرتبطة بالحمل والولادة ذات نتائج أسوأ مقارنةً بالحالات الأخرى.

## الأسباب
تشمل عوامل خطر المرض الحمل وفترة ما بعد الولادة. تشير الدلائل إلى أن التغيرات الوعائية المرتبطة بالإستروجين والبروجستيرون تؤثر على الشرايين التاجية خلال هذه الفترة، ما يسهم في الإصابة بتسلخ الشريان التاجي. تشير سلسلة من التقارير والحالات إلى وجود ارتباط بأمراض المناعة الذاتية الالتهابية، ولكن لا توجد دراسات أكبر لاستكشاف هذه العلاقة. ترتبط بعض الأمراض الوراثية مثل خلل التنسج العضلي الليفي واضطرابات النسيج الضام (مثل متلازمة مارفان ومتلازمة إهلرز دانلوس ومتلازمة لويز ديتز) بمرض التسلخ التلقائي للشريان التاجي ولكن لا يوجد مكون وراثي مهم مرتبط بتسلخ الشريان التاجي التلقائي بحد ذاته. قد تتضمن محفزات تسلخ الشريان التاجي وجود توتر بدني أو عاطفي شديد، ولكن العديد من الحالات ليس لها سبب واضح.

## الفيزيولوجيا المرضية
تنتج أعراض التسلخ التلقائي للشريان التاجي عن صِغر حجم الشريان التاجي المصاب. يؤدي التسلخ إلى تجمع الدم، أو ورم دموي، بين طبقات جدار الشريان. لا ينقل الورم الدموي الأكسجين إلى عضلة القلب بل يشكّل «لمعة كاذبة» تقيد تدفق الدم عبر «اللمعة الحقيقية» إلى عضلة القلب. حتى الآن، لا يوجد إجماع حول سبب تطور ورم الدم في المقام الأول.
يحد صغر قطر اللمعة الحقيقية من توافر الأكسجين والمواد المغذية للعضلة القلبية. نتيجة لذلك، تستمر عضلة القلب في طلب الأكسجين لكن لا يوفره الشريان التاجي بشكل كاف. يؤدي عدم التوازن هذا إلى نقص تروية العضلة القلبية وتلفها وموتها في النهاية، ما يسبب نوبة قلبية (احتشاء عضلة القلب). يمكن أن تتظاهر النوبات القلبية بشكل كلاسيكي بشكل ألم أو ضغط في الصدر وضيق في التنفس وألم في الجزء العلوي من البطن وألم منتشر بشكل شعاعي يمتد على طول الذراع الأيسر أو الجانب الأيسر من الرقبة.

## التشخيص
بالنظر إلى ديموغرافيات مرض التسلخ التلقائي للشريان التاجي، من المهم الحفاظ على الكثير من الشكوك حول الحالة عند النساء ذوات الخطر المنخفض اللواتي تعرضن لأعراض متلازمة الشريان التاجي الحادة. قد يُظهر التقييم الأولي تغييرات في مخطط كهربائية القلب (ECG)، كارتفاع القطعة ST، بشكل مشابه لما يحدث في النوبات القلبية الناتجة عن أسباب أخرى. يشكل التسلخ التلقائي للشريان التاجي فقط 2 حتى 4% من جميع حالات متلازمة الشريان التاجي الحادة.
في حال وجود ارتفاع في المؤشرات الحيوية القلبية وتغير في تخطيط القلب الكهربائي، سيخضع الأشخاص غالبًا لتقييم تصوير الأوعية التاجية. من المهم تحديد حدوث تسلخ تلقائي للشريان التاجي من خلال تصوير الأوعية؛ إذ تنطوي التدابير التأكيدية الأخرى على مخاطر متزايدة.

### تصوير الأوعية الدموية
توجد ثلاثة مظاهر وعائية للتسلخ التلقائي للشريان التاجي، تظهر الآفات من النوع 1 بشكل تسلخات وعائية كلاسيكية، مع لمعة زائفة مميزة عن اللمعة الحقيقية. ويكون هذا النوع هو الأسهل في التشخيص السريري، على الرغم من أنه غير شائع نسبيًا. تظهر الآفات من النوع 2 -النوع الفرعي الأكثر شيوعًا من المرض- كتضيق طويل وناعم للأوعية دون لمعة واضحة كاذبة أو حقيقية. تكون الآفات من النوع 3 مشابهة لآفات تصلب الشرايين ويصعب تأكيدها على أنها تسلخ شريان تاجي من خلال تصوير الأوعية وحده، وقد يتطلب استخدام التصوير داخل التاجي.

### التصوير داخل التاجي
قد يساعد إجراء التصوير داخل التاجي (ICI)، والذي يتألف من التصوير المقطعي التوافقي البصري (OCT) والموجات فوق الصوتية داخل الأوعية (IVUS)، في تمييز التسلخ التلقائي للشريان التاجي عن تصلب الشرايين عندما يكون من الصعب تمييزهما عبر تصوير الأوعية. توفر تقنيات التصوير داخل التاجي رؤية مباشرة لجدران الشريان التاجي لتأكيد المرض، ولكنها قد تؤدي في الواقع إلى تفاقم التسلخ عند إدخال المجسات إلى المنطقة التالفة من الشريان. يزيد التصوير داخل التاجي من خطر التسلخ علاجي المنشأ بنسبة 3.4% لدى الأشخاص الذين يعانون من المرض مقارنة بنسبة 0.2% عند الأصحاء. عند المقارنة بين طريقتي إجراء التصوير داخل التاجي نجد أن التصوير المقطعي التوافقي البصري -وهي تقنية أحدث من الأخرى- تملك دقة مكانية أفضل من الموجات فوق الصوتية داخل الأوعية، وهي التقنية المفضلة عند وجود حاجة لإجراء تصوير داخل تاجي، ولكن الحاجة إلى حقن تباين إضافي عند إجرائها تزيد من خطر تفاقم التسلخ.

### أساليب أخرى
تقترح بعض الدراسات تصوير الأوعية المقطعية التاجي لتقييم مرض التسلخ التلقائي للشريان التاجي عند الأشخاص الأقل خطورة، وما يزال البحث في الطرق الأخرى لتقييم الحالة قائمًا.

## التدبير
يعتمد التدبير على الأعراض الموجودة. يوصى بالتدبير الطبي المحافظ مع التحكم في ضغط الدم عند معظم الأشخاص الذين تستقر ديناميكا الدم لديهم، ولا يملكون مخاطر عالية لإصابة شريانية تاجية. عادة ما يحدث شفاء تلقائي خلال 30 يومًا عند هؤلاء الأشخاص، خاصةً إذا أظهر تصوير الأوعية الدموية تدفقًا تاجيًا كافيًا.
في الحالات التي تنطوي على مخاطر أمراض الشريان التاجي، أو عدم استقرار هيموديناميكي دموي، أو عدم وجود تحسن أو حدوث تفاقم في الحالة بعد المحاولات الأولية للعلاج، قد تكون هناك حاجة إلى علاج عاجل بوضع دعامات تاجية أو جراحة فتح مجرى جانبي للشريان التاجي. تحمل الدعامات خطر تفاقم التسلخ أو تزيد من خطر حدوث مضاعفات أخرى لأن جدران الوعاء في حالة التسلخ التلقائي للشريان التاجي ضعيفة بالفعل بسبب المرض قبل إدخال الدعامات. هناك نقص كبير في الدراسات المتعلقة بجراحة الشريان التاجي، ولكن يستخدم هذا النهج لإعادة توجيه الدم إلى القلب حول المنطقة المصابة للحالات التي يكون الشريان التاجي الرئيسي الأيسر فيها مصابًا، أو عندما تفشل الطرق الأخرى.
بعد معالجة الحالة، غالبًا ما تُستكمل العناية بالمرضى عن طريق الرعاية المعتادة المقدمة لمرضى النوبات القلبية، على الرغم من أنه قد تحتاج الحوامل إلى تغيير العلاج بسبب احتمال وجود بعض الأدوية القلبية الماسخة التي تؤثر على النماء السابق للولادة. قد يبحث الأطباء عن وجود أمراض نسيج ضام مرتبطة بالمرض اعتمادًا على الحالة السريرية للمريض.